# Doktor-Lösung
Die Doktor-Lösung (englisch doctor solution) ist eine giftige, ätzende Lösung aus Bleioxid in Natriumhydroxid. Die dadurch entstehende wässrige Lösung von Natriumplumbit Na2PbO2·3H2O wird zum Nachweis von Schwefelwasserstoff oder Mercaptanen benutzt. Dieses Nachweisverfahren heißt Doktor-Test.
Außerdem ist die Doktor-Lösung Grundlage des Doktor-Verfahrens, eines chemisch-physikalischen Prozesses zur Entschwefelung von Motorenbenzin, Flugzeugbenzin und Lösemittel.